# Claude Corbineau
Pour les articles homonymes, voir Corbineau.
Claude Louis Constant Esprit Juvénal Gabriel Corbineau, né le 7 mars 1772 à Laval et mort le 8 février 1807 à Eylau, est un général de brigade du Premier Empire.

## Origine

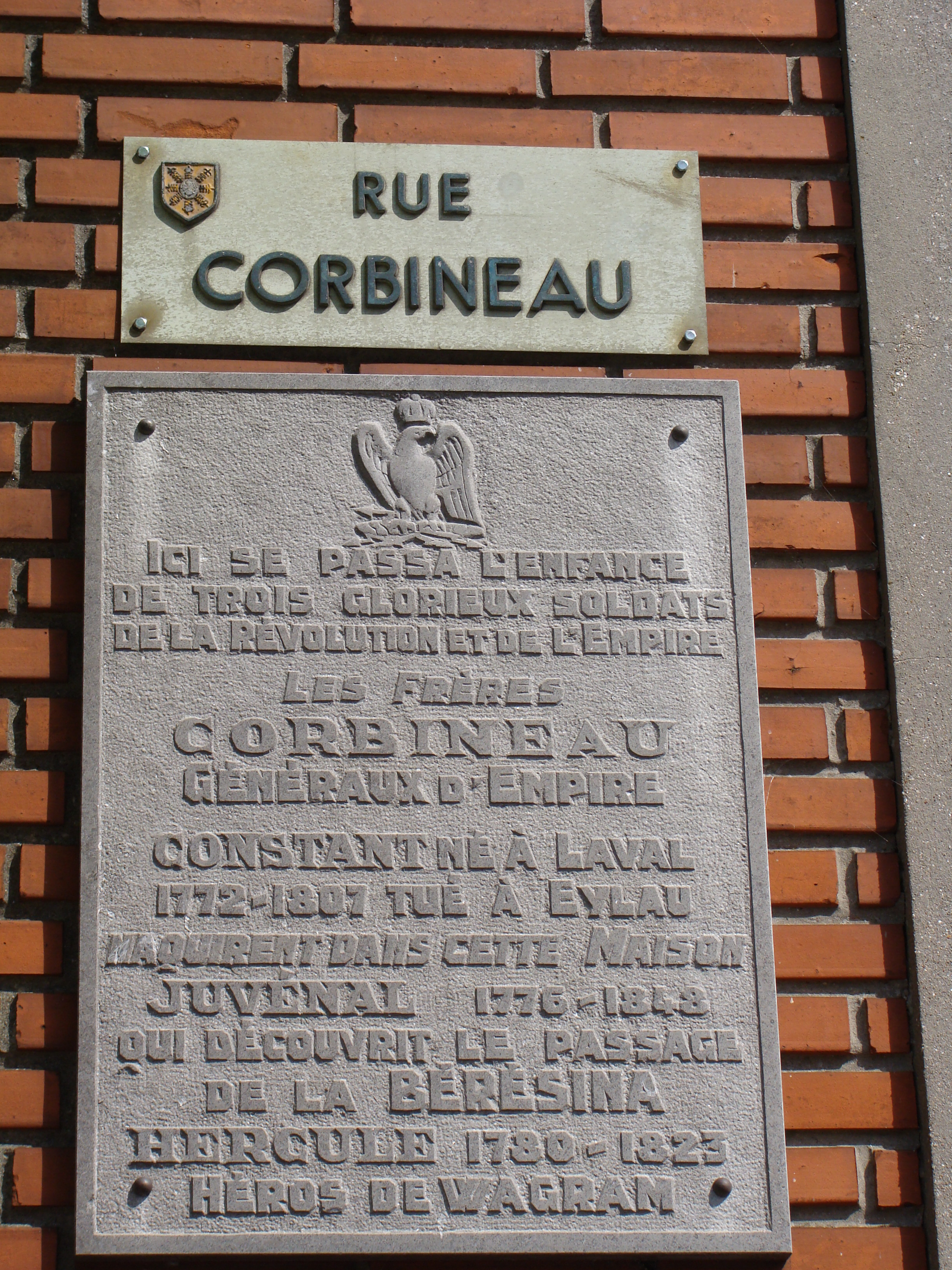
Plaque de rue et plaque commémorative, à Marchiennes.

Il est le fils aîné de Jean-Charles Corbineau, inspecteur général des haras de la généralité de Tours, d'une famille originaire de Saint-Jean-d'Angély en Charente. Il est baptisé à l’église Saint-Vénérand. Il a pour parrain par procuration Claude-Constant Juvénal d'Harville des Ursins, marquis de Traisnel, lieutenant-général des armées du roi, grand bailli d’Ostrevent. Marie-Louise-Esprit-Juvénal d'Harville des Ursins, comtesse de Rosen (dame d'honneur de la comtesse de Provence), est sa marraine. Dès l'âge de quatre ans, il est emmené en Flandre par son père, nommé grand bailli de Marchiennes. Il étudie au Collège des Anglais à Douai et y apprend la langue anglaise.

## Parcours militaire
Âgé de seize ans à peine, le jeune Corbineau s’enrôle en qualité de gendarme avec rang de sous-lieutenant, dans la compagnie des gendarmes de la Reine le 9 février 1788 ; Il n'y sert pas longtemps, cette compagnie étant réformée le 1er avril.

## La Révolution française
Il doit se résoudre à attendre l’année 1791 pour entrer comme sous-lieutenant dans le 3e régiment de dragons le 15 septembre 1791. il est nommé adjoint à l'état-major général de l'armée du Nord en janvier 1792, passe en qualité d'aide de camp auprès du général Harville en octobre et obtient le grade de lieutenant dans le 3e de dragons le 12 du même mois. Il fait avec honneur les campagnes de 1792 aux armées du Nord et de la Moselle et est promu au grade de capitaine le 4 mai 1793. Sous les ordres de Dumouriez, il combat en Belgique. Il se signale par son audace et son intrépidité le 25 vendémiaire an II à la bataille de Wattignies, où il est blessé de plusieurs coups de sabre, dont un sous l'aisselle, deux à la tête et les autres au bras droit. Au combat qui a lieu près de Beaumont le 7 floréal suivant, il exécute plusieurs charges vigoureuses contre l'infanterie ennemie et reçoit un coup de feu à la cheville du pied gauche.
Vers la fin de l’an III, et pendant une bonne partie de l’an IV, il sert dans l’armée de Sambre-et-Meuse. Nommé chef d'escadron attaché à l’état-major du général Hoche le Ier floréal an IV, il va rejoindre l'armée des côtes de l'Océan dans la Vendée, où il achève la campagne de cette année. Passé comme chef d'escadron dans la cavalerie de la légion des Francs le 10 vendémiaire an V, il fait partie de l'expédition d'Irlande en raison de sa connaissance de la langue anglaise. 
Il est désigné pour commander la cavalerie de l'avant-garde à l'armée d'Irlande, campagne marquée pour Corbineau par un combat naval qui fait mettre sa division à l'ordre du jour de l'armée, et par un naufrage dont il se sauve en se faisant attacher sur une planche et jeter à l'eau dans la baie d'Audierne. Les vagues le rejettent après trois jours sur le rivage où il est recueilli évanoui. Après cette expédition, il retourne à l'armée de Sambre-et-Meuse, dont le général Hoche prend le commandement. Incorporé avec sa compagnie dans les guides du général en chef Augereau en brumaire an VI, il sert à l'armée d'Allemagne jusqu'au 10 thermidor suivant, époque à laquelle il est amalgamé avec le 7e régiment de hussards, en vertu de l'arrêté du Directoire exécutif du 9 ventôse précédent, et fait alors partie de l'armée d'Helvétie. Le 17 ventôse an VII, il se distingue au combat de Coire, où le corps autrichien du général Auffenberg est mis en déroute. Sa brillante conduite pendant cette campagne ayant particulièrement fixé sur lui l'attention du général en chef André Masséna, il est nommé sur le champ de bataille chef de brigade du 5e régiment de chasseurs à cheval.

## L'Empire
Confirmé dans son grade pour commander provisoirement le régiment le 27 vendémiaire an VII, il en devient titulaire par arrêté du 21 pluviôse suivant. Il continue de servir avec la même distinction pendant les ans VIII et IX aux armées du Danube et du Rhin et combat vaillamment à la bataille de Hohenlinden le 3 décembre 1800. Au cours de cette bataille, il reçoit deux coups de feu dont l'un l'atteint à la hanche droite et l'autre lui traverse la cuisse du même côté. Après la cessation des hostilités, il tient garnison à la forteresse de Mayence et à Coblentz pendant les ans X et XI et est employé à l'armée de Hanovre, sous les ordres de Bernadotte, pendant les ans XII et XIII. Créé membre de la Légion d'honneur le 19 frimaire an XII et officier le 25 prairial suivant, il est nommé écuyer cavalcadour de l'Impératrice par décret du 15 ventôse an XIII, en conservant le commandement de son régiment.
Il fait partie en 1805 de la brigade de cavalerie légère commandée par le général Van Marisy, de la 2e division du Ier corps de la Grande Armée. Pendant la campagne de 1805, le 19 vendémiaire an XIV, dans la marche du corps d'armée sur Munich, il s'empare des bagages de plusieurs généraux autrichiens et fait une centaine de prisonniers. Le 20, il entre à Munich à six heures du matin et chasse l'ennemi qui a déjà perdu 800 prisonniers. Le 5 brumaire, au passage d'Inn, il poursuit vivement l'ennemi et lui prend quelques hommes. À la bataille d'Austerlitz, il se couvre de gloire et obtient la décoration de commandant de la Légion d'honneur qui lui est conférée par décret du 4 nivôse an XIV. Le 31e bulletin de la Grande Armée s'exprime en ces termes sur son compte : « le colonel Corbineau, écuyer de l'Empereur, commandant le 5e régiment de chasseurs, a eu 4 chevaux tués sous lui ; au cinquième, il a été blessé lui-même, après avoir enlevé un drapeau ». Il donne de nouvelles preuves de son dévouement pendant la campagne de Prusse et gagne les galons de général de brigade le 12 septembre 1806.
Parti de Pułtusk avec trois régiments de cavalerie légère pour se mettre à la poursuite de l'ennemi, il arrive en janvier 1807 à Ostrowiecz, après avoir occupé Brock. Pendant sa marche, il fait à l'ennemi 400 prisonniers et lui enlève plusieurs voitures de bagages. C'est en qualité d'aide de camp de l'Empereur qu'il fait la campagne de 1807, mais il ne remplit pas longtemps ces fonctions car il meurt « emporté, réduit à rien par un boulet » le 8 février 1807, sur le champ de bataille d'Eylau. Il est enlevé par un boulet, dit le 68e bulletin, au moment où il allait porter un ordre de l'empereur Napoléon Ier.

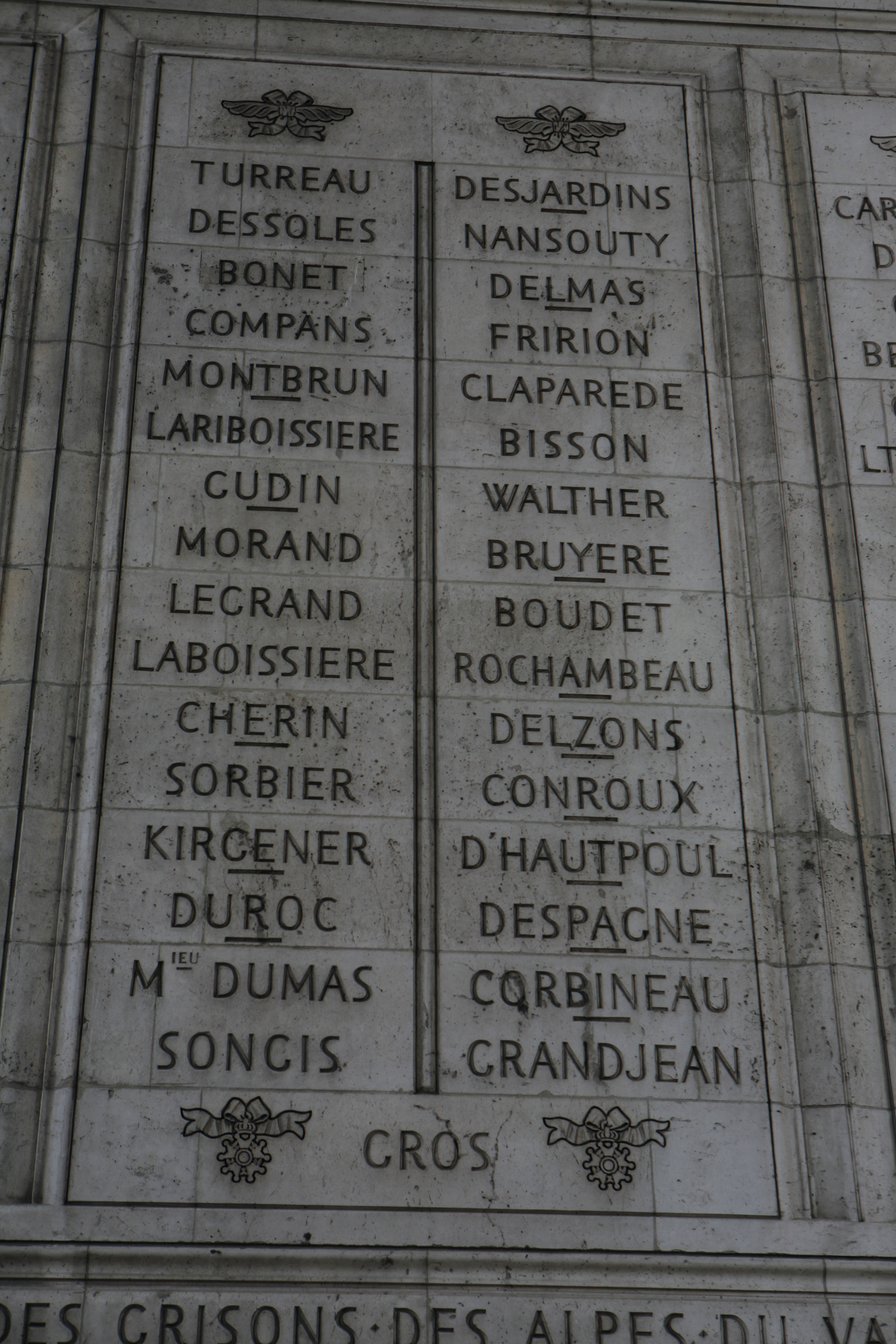
Noms gravés sous l'arc de triomphe de l'Étoile : pilier Est, 15e et 16e colonnes.

## Postérité
L’ancienne caserne de la rue de Bretagne à Laval porte son nom. 
Le quartier abritant la brigade de transmissions et d'appui au commandement, ainsi que le 41e régiment de transmissions à Douai porte aussi son nom. Il est également gravé sur les tables de bronze du musée de Versailles et figure sur la face ouest de l’arc de triomphe de l’Étoile à Paris. Sa statue devait figurer sur le pont de la Concorde. Le quartier principal du 1er régiment d'artillerie de marine de Châlons en Champagne porte son nom. Il ne s'est jamais marié. 
Il a à l'armée deux frères, Jean-Baptiste et Hercule, distingués comme lui par leur bravoure, ce qui les a fait surnommer les Trois Horaces. Napoléon Ier donne pour armes à la famille Trois bras (voir Jean-Baptiste Juvénal Corbineau#Armoiries). Fernand de Wissocq, arrière-neveu du général Corbineau, a publié leur vie : Trois soldats, Constant, Juvénal et Hercule Corbineau (Paris, imprimerie des Orphelins-Apprentis d'Auteuil, 1904, in-8°, 62 p.).
Son buste réalisé en 1839 par Joseph Henri Lemaire est exposé au château de Versailles dans la galerie des batailles.
En 1864, une voie du 12e arrondissement de Paris, la rue Corbineau, a reçu le nom du général tué à Eylau. 